# Relations entre la Grèce et le Royaume-Uni
Les relations entre la Grèce et le Royaume-Uni sont des relations internationales s'exerçant au sein de l'Union européenne entre deux États membres de l'Union, la République hellénique et le Royaume-Uni. Elles sont structurées par deux ambassades, l'ambassade du Royaume-Uni en Grèce et l'ambassade de Grèce au Royaume-Uni, ainsi que par des institutions culturelles.

## Histoire
Les relations entre le Royaume-Uni et la Grèce sont anciennes. L'implication de Londres dans la Guerre d'indépendance grecque (années 1820) permet à la Grande-Bretagne de devenir l'une des puissances protectrices du pays. Un Parti anglais se développe alors à Athènes, et la Grèce récupère quelques années après les îles Ioniennes, occupées par les Anglais depuis 1814.
Au XIXe et au XXe siècle, les relations entre la Grèce et le Royaume-Uni sont parfois tendues, comme lors du meurtre d'Oropos, pendant la Première Guerre mondiale ou, surtout, lors de la crise chypriote. Les deux pays sont toutefois alliés pendant la Seconde Guerre mondiale.
Aujourd'hui, la Grèce et le Royaume-Uni sont deux pays amis, même si des différends continuent à les séparer, comme la question de la possession des marbres d'Elgin. Avec l'annonce du Brexit, le gouvernement grec s'est tourné vers la commission européenne pour solliciter le rapatriement de ces sculptures historiques, une demande qui a été refusée en novembre 2017,.